# Tarso Voon
Le Tarso Voon, qui culmine à 2 845 mètres, est un volcan rouge du massif du Tibesti, au nord du Tchad. Sa caldeira, de type ignimbritique, s'étend sur 14 kilomètres de long sur 18 de large. Ses produits, composés notamment d'ignimbrite, se sont dispersés sur une surface de 2 600 km2 et occupent un volume de 130 km3.